# Mindbender
Ne doit pas être confondu avec The Riddler Mindbender.
Mindbender sont des montagnes russes en intérieur du parc Galaxyland, situé dans le centre commercial West Edmonton Mall, à Edmonton, en Alberta, au Canada. Ce sont les montagnes russes en intérieur les plus hautes (44,2 mètres), les plus longues (1279,5 mètres) et les plus rapides (96,5 km/h) du monde. Elles ont été construites par Anton Schwarzkopf et ont ouvert en 1985.
L'attraction a ouvert au public pour la dernière fois en juillet 2021 avant de fermer brusquement sans raison donnée. Le 30 janvier 2023, le centre commercial a annoncé que Mindbender avait été mis hors service et fermé après 37 ans de service, afin de réaménager son espace pour de nouveaux développements dans le parc.

## Parcours
Mindbender est inspiré d'un modèle d'Anton Schwarzkopf, Dreier Looping, des montagnes russes transportables qui circulaient dans les fêtes foraines allemandes, avant d'être vendues à des parcs d'attractions. Mindbender est un peu plus grand que le Dreier Looping, et a des hélices supplémentaires à la fin.

Le parcours a beaucoup de descentes qui tournent, trois loopings verticaux et une double hélice montante finale. De temps en temps, le dernier wagon est à l'envers.

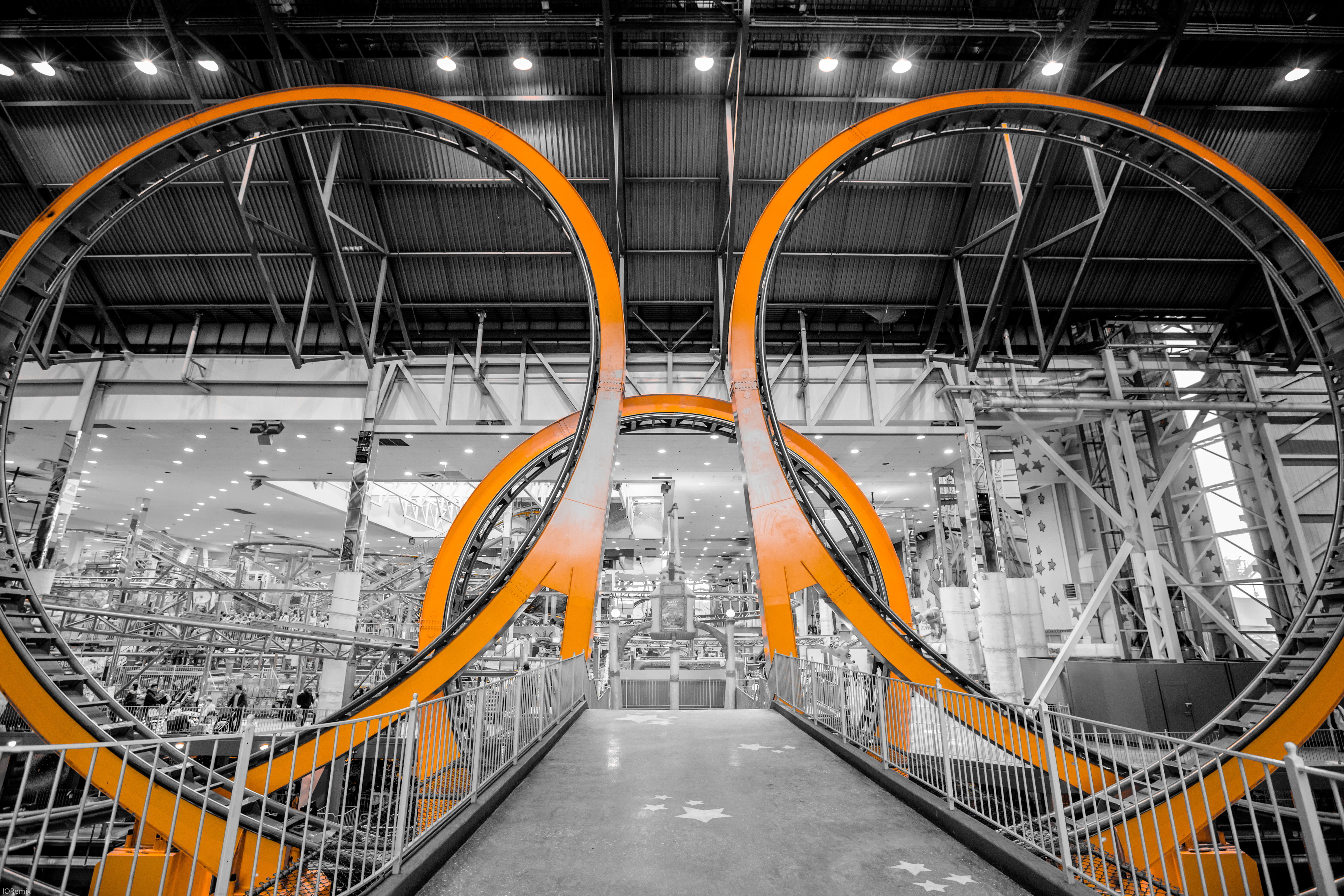
Vue des trois loopings verticaux.
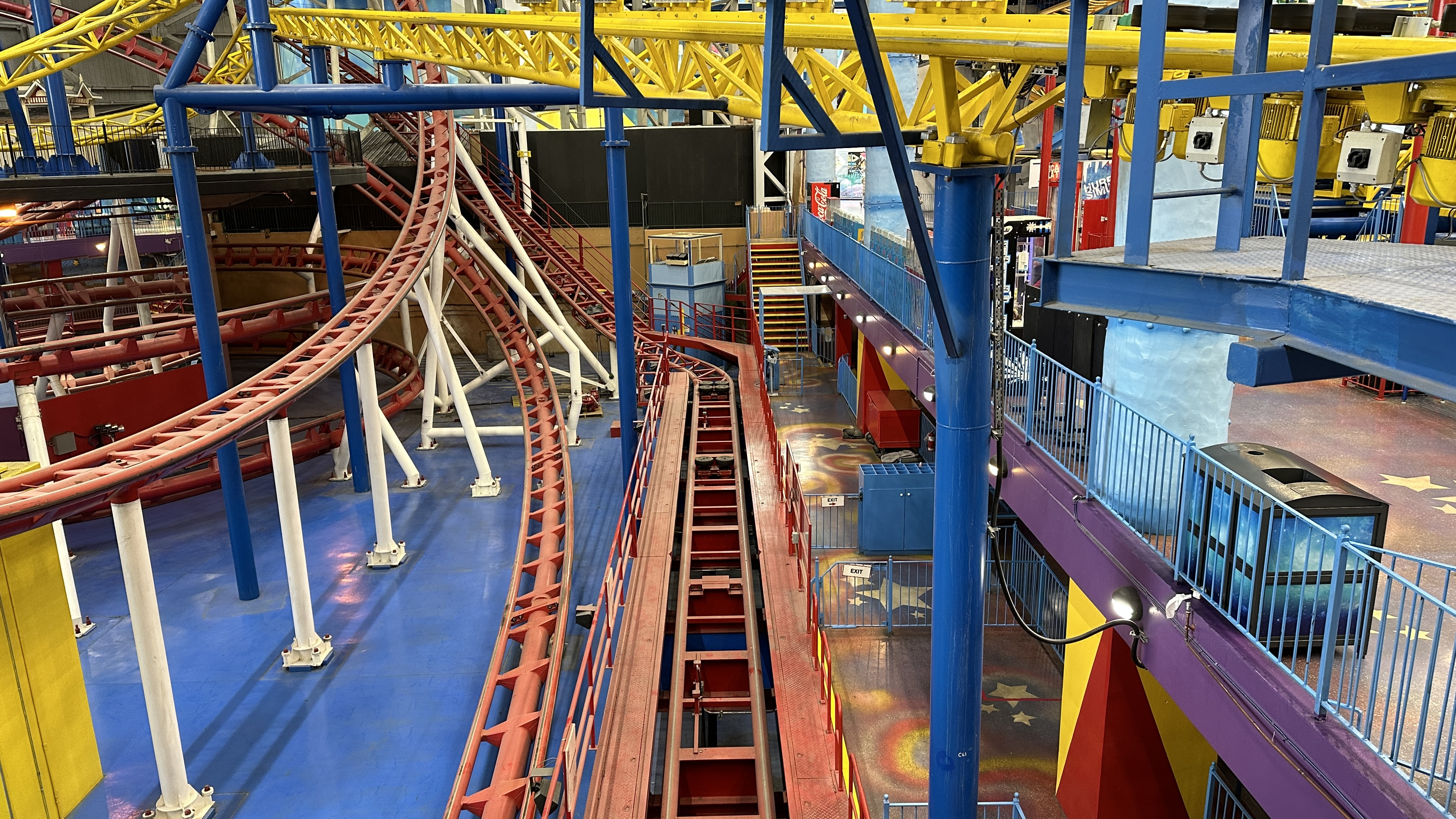
Vue embarquée.
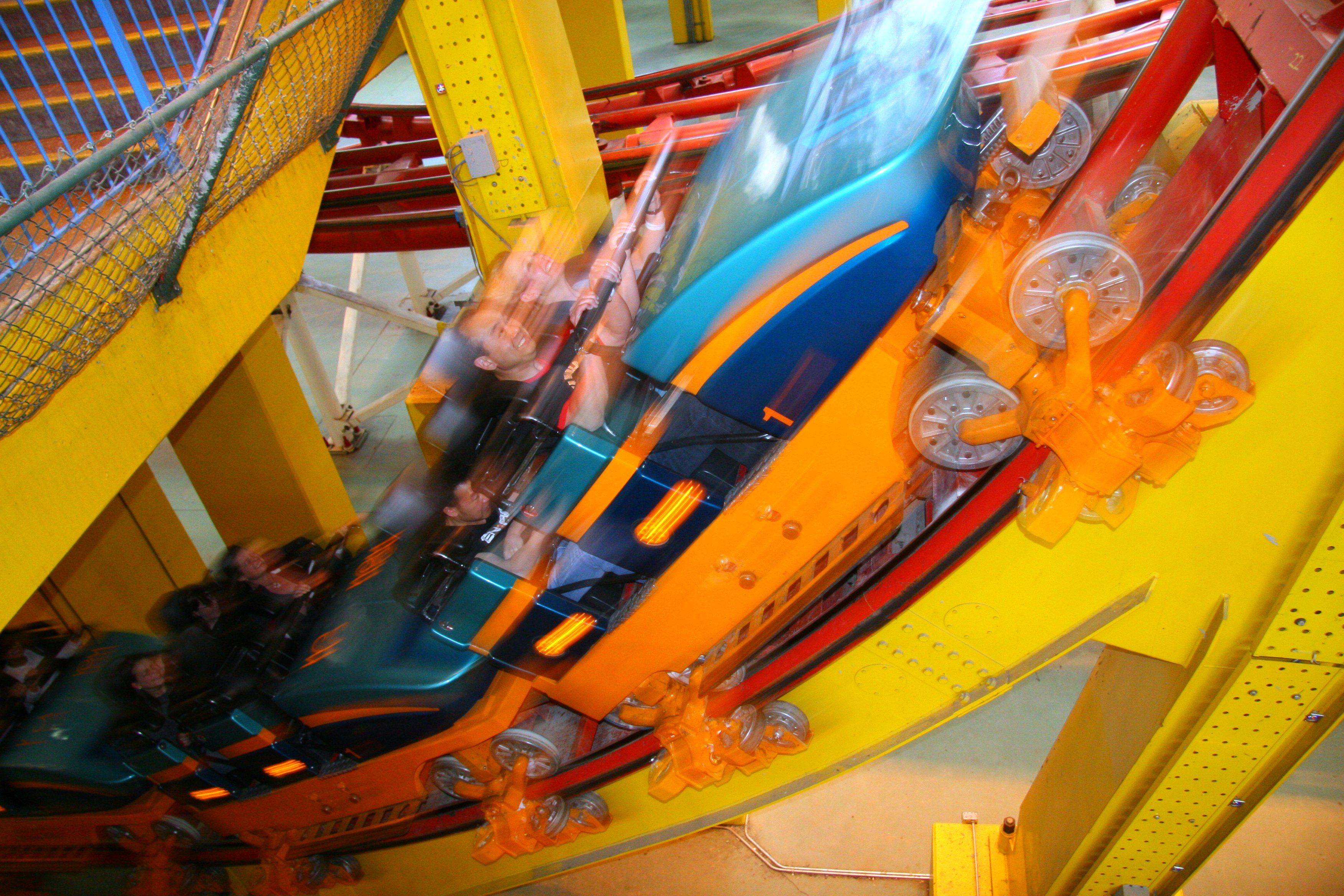
Train sur le parcours.

## Accident de 1986
Mindbender est connu pour être l'un des pires accidents jamais survenus sur des montagnes russes. Le 14 juin 1986, trois personnes sont mortes et une quatrième a été grièvement blessée. La cause de l'accident était liée à des erreurs de construction. Après avoir passé les deux premiers loopings, le dernier wagon du train perd des boulons sur une roue. Le train tremble et perd de la vitesse. Il frôle un pilier et entre dans le dernier looping. N'ayant pas assez de vitesse, le train est reparti en arrière. À cause des pièces perdues, le train sort des rails et percute un pilier en béton.
Au moment de l'accident, le parc était rempli de personnes venues pour un concert. L'attraction avait été fermée deux fois par l'opérateur responsable de l'attraction après avoir entendu un bruit métallique provenant du train juste avant que l'accident n'ait lieu. L'équipe de maintenance n'arrivant pas à mettre le doigt sur le problème, l'attraction est alors remise en marche et finit par avoir un accident.
Après enquête, il fut déterminé qu'il y avait un problème de traduction concernant la maintenance et le fonctionnement de l'attraction. En effet, la version originale allemande n'avait pas été correctement traduite en anglais par Schwarzkopf, le fabricant. Des problèmes liés au contrôle qualité furent également découverts. Schwarzkopf était alors en grande difficulté financière.
L'attraction a rouvert sept mois plus tard. Les contrôles de sécurité ont été augmentés et des nouveaux trains ont été installés. Aucun accident n'a eu lieu depuis.